# Syntagma
Syntagma (von griechisch σύνταγμα syntagma, deutsch ‚Zusammengesetztes‘ oder ‚Verfassung‘) bezeichnet in der Sprachwissenschaft eine Gruppe zusammenhängender sprachlicher Elemente in einer konkreten Äußerung. Das Syntagma hat als Gegenbegriff das Paradigma.

## Syntagma und Paradigma
In der Linguistik wurde der Ausdruck Syntagma von Ferdinand de Saussure eingeführt und bezeichnet eine Kette von Elementen in einer vorliegenden Äußerung. Die Elemente werden durch Zergliederung (Segmentierung) gewonnen und können „aus Lauten, Wörtern, Wortgruppen, Teilsätzen oder ganzen Sätzen bestehen“. Als wesentlich wird in der Regel eine syntaktische Zusammengehörigkeit der Elemente genannt. Die Elemente eines Syntagmas stehen in der Regel nebeneinander. Dies ist jedoch nicht notwendig.
Aufgrund des linearen Charakters von Sprache kann die Verkettung von Einzelelementen auf der „horizontalen“ Achse zu einer komplexeren Einheit beschrieben werden, zum Beispiel kann die Verkettung von Buchstaben ein Wort bilden, Wörter können zu Phrasen verkettet werden und weiter zu einem Satz.
Roland Barthes machte in seinen Elementen der Semiologie (frz. 1965) diesen Zusammenhang für die Linguistik zentral, so dass man heute sagen kann: „Paradigmen und Syntagmen bilden die Strukturmuster der Sprache.“ Im Syntagma werden Elemente kombiniert, im Paradigma (virtuell) gegenübergestellt.
Sprachliche Elemente, die zusammen in einem Syntagma stehen können, stehen in „syntagmatischer Beziehung“ zueinander. Sprachliche Elemente, die an derselben Stelle eines Syntagmas eingesetzt werden können, stehen zueinander in einer „paradigmatischen Beziehung“. Das Verhältnis von Syntagmen und Paradigmen kann durch ein Modell „horizontaler“ Syntagmen und „vertikaler“ Paradigmen veranschaulicht werden.
Syntagmatische und paradigmatische Beziehungen können unter Absehung einer sinnvollen Bedeutung oder unter Einbeziehung der semantischen Beziehungen ermittelt werden:

### Beispiel 1
|            | Paradigma 1 | Paradigma 2 | Paradigma 3 | Paradigma 4 | Paradigma 5 | Paradigma 6 |
| ---------- | ----------- | ----------- | ----------- | ----------- | ----------- | ----------- |
| Syntagma 1 | Der         | Hund        | läuft       | die         | Straße      | hinab       |
| Syntagma 2 | Ein         | Dackel      | rennt       | einen       | Weg         | hinauf      |
| Syntagma 3 | Ein         | Sittich     | läuft       | die         | Bäume       | hinauf      |
| Syntagma 4 | Der         | Wal         | rennt       | die         | Schienen    | hinauf      |
| Syntagma 5 | Er          | –           | rennt       | die         | Wand        | hinab       |

Auch unsinnige Wortgruppen bilden demnach ein gültiges Syntagma, solange sie allen (herkömmlichen) Bedingungen über die zu verwendenden grammatischen Kategorien entsprechen. Die Bedeutungseigenschaften, aus denen die Abweichung dann allein resultiert, werden von den grammatischen Kategorien getrennt gehalten.

### Beispiel 2 (semantisches Paradigma)
Bezieht man die semantischen Relationen ein, so kommt man z. B. zu folgendem Beispiel:
| der Hund | bellt   |
| der Hund | kläfft  |
| der Hund | winselt |
| der Hund | *singt  |